# Massimo Volume
I Massimo Volume sono un gruppo rock italiano nato a Bologna sul finire degli anni ottanta, scioltosi nel 2002 e riunitosi nel 2008.

## Storia

### Esordi
A fine anni ottanta Emidio Clementi e Gabriele Ceci realizzano un demo registrato da Umberto Palazzo, con i Maggie's Farm.
(Emidio Clementi)
Il nucleo originario del gruppo si forma a Bologna nell'inverno del 1991 da studenti universitari di sinistra. La compagnia era composta da un ragazzo appassionato di scrittura originario di Ascoli Piceno (Emidio Clementi), un rocker abruzzese reduce da alcune esperienze musicali con Allison Run, Ugly Things e Aut Aut (Umberto Palazzo), una batterista (Vittoria Burattini) e un chitarrista (Gabriele Ceci). Attivi politicamente nelle occupazioni del Pratello, nel 1992 registrano un demotape che include quattro brani, chiamato il Demo Nero per il colore della sua copertina, suscitando subito interesse negli addetti ai lavori. Già da questo lavoro collabora il DJ Papa Rodriguez, reduce dall'esperienza di Radio Alice e pioniere dell'hip hop in Italia con i suoi scratch.
Nel 1993 firmano per l'etichetta discografica indipendente Underground Records e pubblicano l'album d'esordio, Stanze, registrato insieme al produttore artistico Manuele Giannini (Starfuckers, Sinistri). Stanze è l'unico disco dei Massimo Volume realizzato insieme a Umberto Palazzo, il quale lascia il gruppo poco prima la pubblicazione del disco per fondare il Santo Niente. Palazzo viene sostituito alla chitarra da Egle Sommacal, che nel frattempo continua la sua esperienza musicale iniziata nel 1991 con i Detriti. Il fattore singolare più evidente, quello che da subito renderà unici i Massimo Volume è la vena poetica dei testi di Clementi, parlati, recitati e declamati ma mai propriamente cantati. Tutto ciò nasce dalla convinzione del frontman di non saper cantare e contemporaneamente dalla decisione degli altri componenti di non sostituirlo.

### Lungo i bordi
Nel 1994 anche le major notano infine il gruppo e, in marzo, vengono messi sotto contratto dalla Wea, (l'attuale Warner). Per questa etichetta pubblicheranno il secondo lavoro discografico, Lungo i bordi (Polygram), uscito nel 1995. La produzione artistica viene affidata a Fausto Rossi (Faust'O), da sempre modello per Clementi e soci, per il suo modo di fare fuori dagli schemi del mercato.
Il disco contiene tra l'altro i brani Il primo Dio (dedicata al poeta bolognese Emanuel Carnevali e inserita da Walter Gatti tra le migliori canzoni italiane di sempre nel suo libro Cosa Sarà), Fuoco fatuo, Pizza Express, che segnano l'inizio della produzione della Mescal. Con tale album i Massimo Volume iniziano ad essere considerati uno dei nomi di punta della sempre più florida scena alternativa italiana: il disco ottiene un grande successo di critica e di pubblico, presente sempre più numeroso ai concerti del gruppo.
Nello stesso anno, un brano di Clementi e Sommacal chiamato Una buona scusa per andarmene viene inserito nella compilation Soniche avventure.
Il 31 dicembre 1996 i Massimo Volume presentano i brani dell'album in uscita dopo pochi mesi, Da qui, con un concerto al Link in una Bologna sferzata da una tormenta di neve.
Al nuovo album collabora un nuovo chitarrista, Metello Orsini. Il produttore artistico è Steve Piccolo, ex Lounge Lizards.
Nel 1997 alcuni membri dei Massimo Volume partecipano ad un lavoro estremamente sperimentale ovvero Infrantumi degli Starfuckers: Clementi in In minor meno, Burattini in Di me e Sommacal in Di marmo.
L'anno seguente Clementi e Sommacal sono ospiti del disco Io sono l'angelo di Giancarlo Onorato, ex frontman degli Undergroung Life.
Sommacal partecipa anche al brano Mostar, inserito in Tempo di vento di Lalli (1998).
Nello stesso periodo, Clementi propone i suoi reading accompagnato da Egle Sommacal e da Marcella Riccardi.
Nel 1999 Metello Orsini lascia il gruppo.

### Club privè
Nell'ottobre del 1999 esce il quarto album, Club privé, che vede la partecipazione di artisti come Manuel Agnelli degli Afterhours (anche alla produzione) e Cristina Donà e, ancora una volta, Steve Piccolo. In previsione delle date dal vivo si aggiunge alla formazione del gruppo Dario Parisini, ex Disciplinatha, che uscirà nuovamente l'anno dopo per dedicarsi al progetto Post Contemporary Corporation. In occasione delle registrazioni del disco, il regista Pierr Nosari realizza uno short doc sperimentale dal titolo "Stagioni".
Il gruppo cura poi la colonna sonora del film Almost Blue di Alex Infascelli, con brani editi e inediti.
Nel 2001 i Massimo Volume eseguono da vivo il brano Esercito di santi, proveniente dalle sessioni di Da qui, che rimarrà inedito sino alla pubblicazione di Bologna (novembre 2008). Nello stesso anno la band collabora al disco Closet meraviglia di Cesare Basile, in cui viene reinterpretata la canzone Qualche cosa lì fuori.
Intanto il gruppo inizia a lavorare ad alcuni brani (tra cui Esercito di santi), che avrebbero dovuto essere presenti nel successivo disco. Tuttavia, il 28 gennaio 2002 la band annuncia il proprio scioglimento.
Negli anni successivi, i diversi membri del gruppo continueranno la propria carriera separatamente: Vittoria Burattini collabora con i Franklin Delano (band di una'altra ex Massimo Volume Marcella Riccardi) e con Moltheni; Clementi collabora con Perturbazione, Ulan Bator, Circo Fantasma, Riccardo Sinigallia, Manuel Agnelli; Egle Sommacal intraprende una carriera solista che lo porta a pubblicare l'album Legno nel febbraio 2007 e collabora con numerose band.

### La reunion

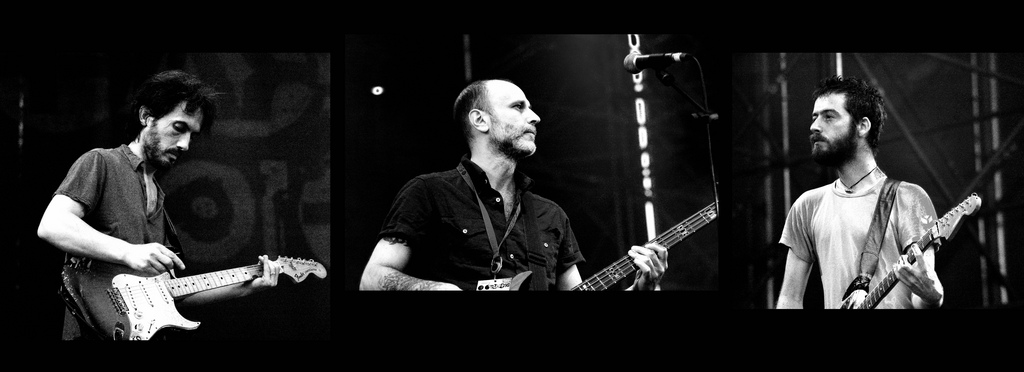
I Massimo Volume dal vivo al Traffic Festival 2008

Il gruppo si riforma in seguito alla richiesta del Museo del Cinema di Torino (in collaborazione con il Traffic Festival) di sonorizzare il film La caduta della casa Usher di Jean Epstein.
Tornano a suonare dal vivo il 12 luglio 2008, per un concerto speciale come supporto di Afterhours e Patti Smith nell'ambito del Traffic Festival di Torino. In questa occasione esordisce in formazione il nuovo secondo chitarrista, ossia Stefano Pilia. Partecipano il 10 agosto seguente al festival Frequenze Disturbate di Urbino.
Nel settembre 2008 la reunion diventa definitiva con l'ingresso della band nella Estragon Booking di Alessandro Ceccarelli, incaricato di organizzare un tour. Così nel periodo ottobre-dicembre di quell'anno i Massimo Volume intraprendono un tour in tutta Italia. Il 10 dicembre 2008 la band è protagonista di Magazzeno Bis, show radiofonico trasmesso su emittenti come Radio Città del Capo, in cui sono presenti interviste e brani live tratti dal concerto all'Estragon di Bologna.
Nel periodo maggio-giugno 2009 i Massimo Volume suonano a Lugano, Bruxelles e Lussemburgo. In estate proseguono l'attività live, eseguendo anche brani che stanno componendo per il nuovo album. Nel frattempo viene annunciata l'uscita di un disco dopo l'estate.
Il 28 agosto 2009 esce il primo album live, Bologna Nov. 2008 (Mescal/EMI). Si tratta della registrazione del concerto tenuto il 7 novembre 2008 a Bologna.
Il 15 ottobre 2010 è uscito per La Tempesta Dischi l'album Cattive abitudini. Viene realizzato il videoclip del brano Fausto (regia di Anna De Manincor). Tra il novembre 2010 e il febbraio 2011 intraprendono il tour promozionale di Cattive abitudini.
Nella stessa settimana viene pubblicato il libro Tutto Qui – La storia dei Massimo Volume (Arcana Editrice), biografia ufficiale del gruppo scritta da Andrea Pomini.
Il 15 aprile 2011 esce per La tempesta uno split EP realizzato assieme ai Bachi da pietra e contenente 4 brani: un inedito per ciascun gruppo, Un altro domani per i Massimo Volume e Stige 11 per i Bachi da Pietra, e una reinterpretazione ciascuno scambiata reciprocamente (i Massimo Volume interpretano Morse e i Bachi da pietra Litio). Viene realizzato anche il video di Un altro domani, diretto da Annapaola Martin.
Nel settembre 2011 vengono premiati con il KeepOn 100% Live nella categoria "Miglior gruppo live".
Nel periodo 2011-2013 i diversi componenti del gruppo sono impegnati in progetti paralleli: Emidio Clementi ha realizzato i reading La ragione delle mani con Corrado Nuccini, mentre Stefano Pilia è stato impegnato coi suoi progetti In Zaire e Il Sogno del Marinaio, oltre ad aver realizzato uno split album con Paolo Spaccamonti.

### Aspettando i barbari
Il 13 giugno 2013 comunicano tramite un video pubblicato su YouTube e sul sito ufficiale del gruppo che nell'ottobre seguente sarà dato alle stampe il nuovo album Aspettando i barbari. Il singolo di lancio dell'album, intitolato La cena, viene diffuso il 20 settembre attraverso un videoclip realizzato dal fumettista Gipi. Il 1º ottobre 2013 esce l'album Aspettando i barbari.
Il 19 dicembre 2018 la band annuncia che nel febbraio dell'anno successivo uscirà un nuovo album di inediti, seguito da un tour promozionale nei teatri italiani.

### Il nuotatore
Il 2 febbraio 2019 esce Il Nuotatore per 42 Records. Stefano Pifferi scrive su Sentireascoltare: "Non un album a tema, Il Nuotatore, ma un album, l'ennesimo, in cui i tre hanno di nuovo messo una distanza quasi incolmabile tra i Massimo Volume e il resto della musica italiana". L'album, che trae ispirazione dal racconto Il Nuotatore dello scrittore statunitense John Cheever, ha a sua volta ispirato il racconto Il nuotatore contenuto in B-Side - L'altro lato delle canzoni della scrittrice e giornalista musicale Doriana Tozzi (Arcana Editrice). 

### Stagioni. Tributo ai Massimo Volume
A dicembre 2023 l'etichetta discografica NOS Records pubblica Stagioni. Tributo ai Massimo Volume, album del mese su Rumore al quale partecipano, tra gli altri, Francesco Bianconi, Mauro Ermanno Giovanardi, Amerigo Verardi, Max Collini e Jukka Reverberi, Cesare Basile, Bachi da pietra, C.F.F. e il Nomade Venerabile e Ninotchka.

## Formazione

### Formazione attuale
- Emidio "Mimì" Clementi – voce, basso, occasionalmente sintetizzatore (1991-2002 e 2008-presente)
- Vittoria Burattini – batteria, percussioni, voce occasionale (1991-2002 e 2008-presente)
- Egle Sommacal – chitarra, voce occasionale (1993-2002 e 2008-presente)
- Sara Ardizzoni – chitarra, basso (2019-presente)

### Ex componenti
- Gabriele (Cecio) Ceci – chitarra (1991-1998)
- Umberto Palazzo – chitarra e voce (1991-1993)
- DJ Rodriguez – scratch (1992 - 1993)
- Metello Orsini – chitarra, basso (1995-1999)
- Marcella Riccardi – chitarra e voce (1999-2002)
- Dario Parisini – chitarra (1999-2000)
- Stefano Pilia – chitarra, basso, sintetizzatore (2008-2018)

## Discografia

### Album in studio
- 1993 – Stanze
- 1995 – Lungo i bordi
- 1997 – Da qui
- 1999 – Club privé
- 2010 – Cattive abitudini
- 2013 – Aspettando i barbari
- 2019 – Il nuotatore

### Album dal vivo
- 2009 – Bologna Nov. 2008

### EP
- 2011 – Massimo Volume/Bachi da pietra (split con i Bachi da pietra)

### Colonne sonore
- 2001 – Almost Blue
- 2015 – Luce mia

### Partecipazioni
- 1995 – Una buona scusa per andarmene in Soniche avventure
- 1997 – Fuoco fatuo (live 97) in Metal Machine Muzak
- 2001 – Qualche cosa lì fuori (Massimo Volume Reprise) in Closet meraviglia di Cesare Basile

## Premi e riconoscimenti
- 2024 - Premio Ciampi alla carriera